# Myrtus communis
Espèce
Classification phylogénétique
Statut de conservation UICN

 LC  : Préoccupation mineure
Le Myrte commun, parfois appelé Myrte juif ou Herbe du lagui (Myrtus communis),  est une espèce de plantes à fleurs de la famille des Myrtaceae. C'est un arbuste originaire de la région méditerranéenne.
Buisson au port dressé dans sa jeunesse, il s'arque avec l'âge. Il peut atteindre 300 ans.

## Description

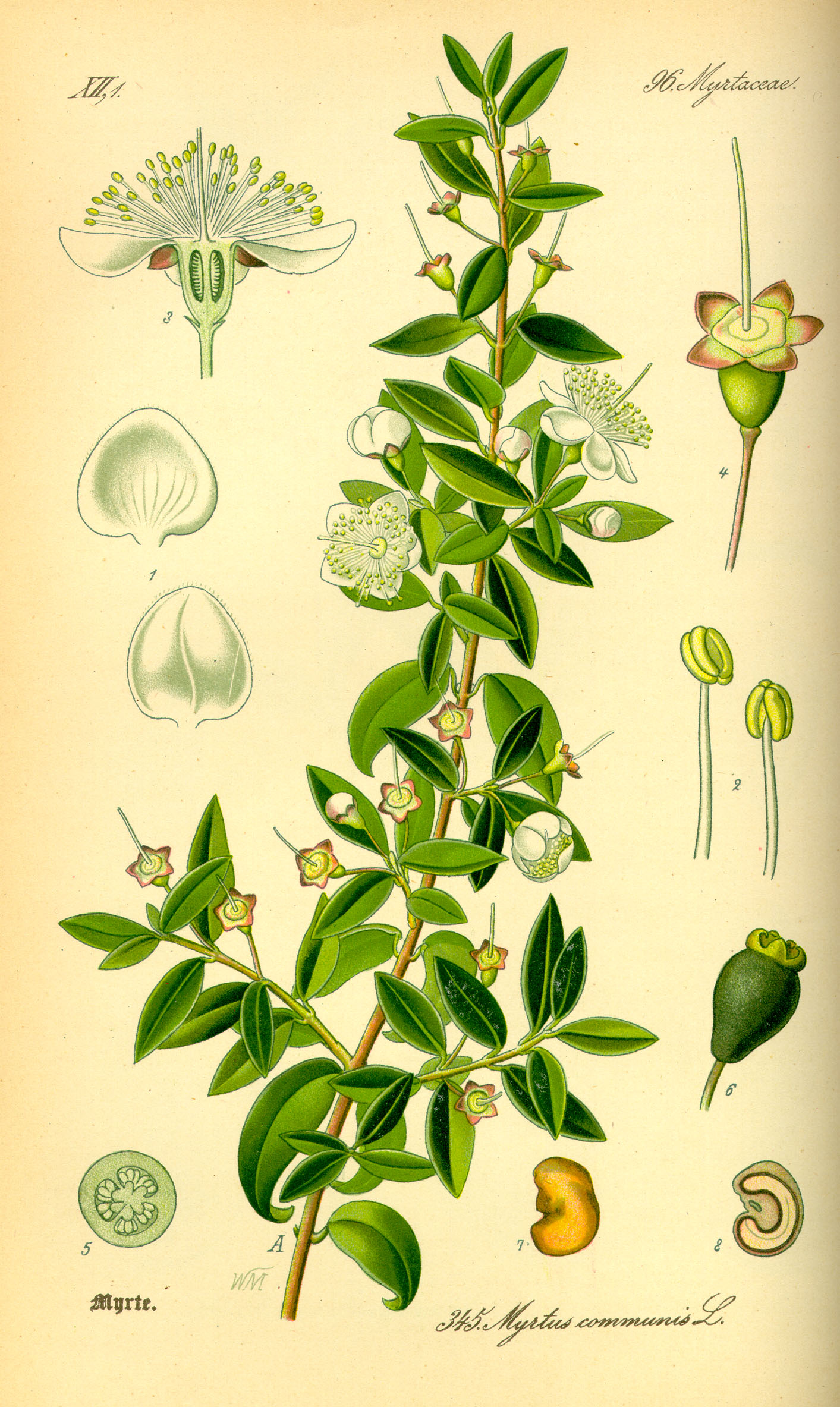
Myrte commun (illustration botanique).

L'arbuste est très ramifié et peut atteindre 5 m. Ses rameaux sont verts glanduleux.
Les feuilles persistantes de 2 à 5 cm de long, opposées, ovales, vernissées, de couleur vert foncé, sont aromatiques quand on les froisse.
Les fleurs solitaires à long pédicelle et à cinq pétales, avec une touffe centrale d'étamines blanches, dégagent un parfum capiteux. Les fleurs ont un diamètre de 1 à 2 cm. La floraison a lieu de juin à octobre.
Les fruits sont des baies oblongues ellipsoïdales, de couleur pourpre-noir ou parfois blanches, de 5 à 10 mm de diamètre.

## Distribution
Originaire du pourtour méditerranéen, le Myrte commun pousse jusqu'à 400 mètres d'altitude.

## Biologie
Rusticité moyenne.

## Sous-espèces
- Myrtus communis subsp. communis (55 synonymes[2]) ;
- Myrtus communis subsp. tarentina (L.) Nyman (Trois synonymes : Myrius tarentina (L.) Miller, Myrtus buxifolia Grimwood (synonyme ambigu) et Myrtus communis var. tarentina L.[2]), de nom commun Myrte à petites feuilles.

## Utilisation
Dans l'antiquité, ses fleurs blanches symbolisaient la grâce virginale et à Rome des couronnes ornaient les jeunes filles ou les mariés.  
Il était apprécié dans les temps bibliques pour son parfum.
Les baies sont stomachiques, stimulantes et astringentes et ont été très utilisées en tant qu'épice avant l'arrivée du poivre. Elles servaient à aromatiser les saucisses. Le diminutif italien «mortadella» en provient. En Corse, des saucissons sont parfumés au myrte.
Les baies sont aussi utilisées en Corse et en Sardaigne pour produire une liqueur digestive régionale, la liqueur de myrte.
Une infusion de feuilles sert, en usage externe, à guérir les blessures et les ulcères ou, en usage interne, à soigner les troubles digestifs et urinaires[réf. nécessaire]. 
L'huile essentielle, antiseptique et expectorante contient du cinéol et du myrténol. Elle est utilisée en cas d'affections respiratoires.
Une eau de toilette a été utilisée sous les noms de Eau d'ange ou Eau de myrte.
Il est aussi utilisé comme arbuste d'ornement.